# Tyrannion (Grammatiker)
Tyrannion (altgriechisch Τυραννίων Tyranníōn; lateinisch Tyrannio; fl. 1. Jahrhundert v. Chr.) war ein griechischer Grammatiker und Geograph, der als Kriegsgefangener und Sklave nach Rom gebracht wurde.
Tyrannion war gebürtig aus Amisos in Pontus als Sohn eines Epikratides oder nach einigen Berichten eines Corymbus. Seine Mutter war Lindia. Er war ein Schüler des Hestiaeus von Amisus und hieß ursprünglich Theophrastus, erhielt aber von seinem Lehrer den Namen Tyrannion („der Tyrann“) aufgrund seines herrschsüchtigen Verhaltens gegenüber seinen Mitschülern. Er studierte später unter Dionysios Thrax auf Rhodos.
72 v. Chr. wurde er von Lucullus gefangen genommen, der ihn nach Rom verbrachte. Auf Wunsch von Lucius Licinius Murena wurde ihm Tyrannion übergeben, woraufhin er ihn emanzipierte, eine Tat, die Plutarch bemängelt, da die Emanzipation eine Anerkennung seiner Sklaverei beinhaltete, was im Licht, in dem Lucullus ihn betrachtete, nicht der Fall zu sein scheint.
In Rom beschäftigte sich Tyrannion mit dem Unterrichten. Er war auch damit beschäftigt, die Bibliothek von Apellikon einzurichten, die Sulla nach Rom brachte. Cicero beschäftigte ihn auf ähnliche Weise und spricht in höchsten Tönen von der Gelehrsamkeit und Fähigkeit, die Tyrannion bei diesen Arbeiten zeigte. Cicero bediente sich auch seiner Dienste im Unterricht seines Neffen Quintus. Strabon spricht davon, Anweisungen von Tyrannion erhalten zu haben.
Die geografischen Kenntnisse von Tyrannion scheinen beträchtlich gewesen zu sein; jedenfalls schätzte Cicero sie hoch. Tyrannion häufte beträchtlichen Reichtum an, und nach der kaum glaubwürdigen Aussage der Suda legte er sich eine Bibliothek mit 30.000 Bänden an. Cicero spielt auf eine kleine Arbeit von ihm an, aber wir erfahren ihr Thema nicht. Tyrannion starb in sehr hohem Alter an einem paralytischen Schlaganfall.